# Hans Werner Henze
Pour les articles homonymes, voir Henze.
Œuvres principales
- Symphonie no 4
- Symphonie no 6
- Die Bassariden

Hans Werner Henze (né le 1er juillet 1926 à Gütersloh, en Allemagne, sous la république de Weimar et mort le 27 octobre 2012 à Dresde, en Allemagne) est un compositeur allemand. Il résidait en Italie depuis 1953.

## Biographie
D'abord influencé par Igor Stravinsky, il s'initie à la musique sérielle auprès de Wolfgang Fortner.
Ses premières compositions, à l'exemple de son Concerto pour violon (1947), se placent d'emblée sous le signe de l'atonalité.
Son style se diversifie par la suite et se libère quelque peu des techniques sérielles à travers de genres musicaux aussi différents que la symphonie et l'opéra.
Il acquiert la célébrité dès les années 1950 avec une série d'œuvres écrites pour la scène comme Boulevard Solitude (1951), König Hirsch (1955) et Der Prinz von Hombourg (1958).
Il s'est entre-temps installé en Italie après avoir obtenu en 1953 le Prix Italia pour son opéra radiophonique Ein Landarzt (Un médecin de campagne), d'après une nouvelle de Kafka.
Engagé à l'extrême gauche dans les années 1960-70, il dédie son oratorio Das Floß der Medusa (en) (Le Radeau de la Méduse) à Che Guevara et séjourne un temps à Cuba, où il crée sa Sixième Symphonie (1969).
Il est aussi l'auteur de plusieurs partitions pour le cinéma allemand (Les Désarrois de l'élève Törless, L'Honneur perdu de Katharina Blum et Un Amour de Swann de Volker Schlöndorff), mais aussi français (Muriel et L'Amour à mort d'Alain Resnais).
D'une manière générale, son langage musical se situe dans la lignée du sérialisme lyrique d'Alban Berg et de Karl Amadeus Hartmann.
Compositeur prolifique, il a écrit dix symphonies et une vingtaine d'opéras, dont certains en collaboration avec la poétesse autrichienne Ingeborg Bachmann.

## Le projet Henze (RUHR.2010 - Capitale européenne de la culture)
L’œuvre de Henze se transmet au travers d´une diversité rare et d’envergure. En tant que professeur, organisateur de festivals, découvreur et soutien de jeunes talents, et enfin théoricien, il appartient à ces protagonistes de l´art moderne. C’est dans ce cadre que RUHR.2010 - Capitale européenne de la culture a choisi de développer un projet intitulé « Projet Henze : nouvelle musique pour une métropole ». Plus de 40 institutions de la métropole de la Ruhr présenteront de janvier à décembre 2010 des œuvres musicales et des représentations publiques de Henze au cours de plus de 50 évènements et ce, dans 30 villes de la région. Le but est de former un réseau pour une musique nouvelle dans toute la métropole de la Ruhr. Le programme comprendra des opéras, des ballets, des concerts symphoniques, des concerts de musique de chambre, et des œuvres inhabituelles comme un opéra-Internet, une rétrospective filmique, un opéra radiophonique et plusieurs projets de jeunes. 
Au centre de l´œuvre de Hans Werner Henze, l'on trouve l´idée de musique comme vecteur. C´est pourquoi Henze a toujours cherché - dans un grand nombre d´œuvres et de projets - à travailler spécialement avec enfants et adolescents. Ses compositions et ses ateliers d'une part, et sa mise en œuvre d´un art de la médiation d'autre part, sont une anticipation de bon nombre de projets éducatifs développés lors des événements musicaux actuels. En plus de l´avant-première du nouvel opéra de Henze, auront lieu, en 2010, lors du « Projet Henze », un grand nombre de représentations et de formats qui s´adresseront particulièrement aux jeunes. Il en est ainsi du projet d´« opéra-internet » qui octroiera un nouvel aperçu sur le monde musical de l´artiste ou encore de l´atelier de composition « mytunes.nrw » dans lequel les jeunes pourront créer et présenter leur propre musique en étant encadrés par des compositeurs contemporains.

## Distinctions
- Membre de l'Académie des arts de Berlin (1959)[2]
- Prix Bach de la Ville libre et hanséatique de Hambourg (1983)[3]
- Grand officier de l'ordre du Mérite de la République fédérale d'Allemagne (2008)

## Opéras majeurs
- Boulevard Solitude (inspiré de Manon Lescaut de Antoine François Prévost dit l'abbé Prévost) (1951)
- König Hirsch (Le Roi cerf) (1952-55, révisé en 1962)
- Der Prinz von Hombourg (Le Prince de Hombourg, d'après Heinrich von Kleist, livret d'Ingeborg Bachmann)
- Elegy for young Lovers (Élégie pour jeunes amants) (1959-61)
- Der junge Lord (Le Jeune Lord, livret d'Ingeborg Bachmann) (1964)
- Die Bassariden (Les Bassarides, d'après Euripide) (1965)
- We Come to the River (1975)
- L'Upupa und der Triumph der Sohnesliebe (2003)

## Œuvres diverses
- Ode au vent d'ouest pour violoncelle et orchestre 1953
- Ondine (en) (ballet en trois actes sur un argument de Frederick Ashton d'après Ondine de Friedrich de La Motte-Fouqué (1958)
- Double concerto pour hautbois et harpe 1966
- Concerto no 2 pour piano 1967
- La Chatte anglaise, opéra en deux actes, tiré de la nouvelle d'Honoré de Balzac : Peines de cœur d'une chatte anglaise, livret d’Edward Bond, musique de Hans Werner Henze. création mondiale au Festival de Schwetzingen en 1983, coproduction avec l’Opéra de Lyon en 1984[4].
- Gisela!, opéra (2010)
- Symphonie no 1 (1947-1963-1999)
- Symphonie no 2 (1949)
- Symphonie no 3 (1949-1950, créée en 1951)
- Symphonie no 4 (1960-1962, créée en 1963)
- Symphonie no 5 (1962, créée en 1963)
- Symphonie no 6 (1969)
- Symphonie no 7 (1983-1984)
- Symphonie no 8 (1992-1993)
- Symphonie no 9 (1997)
- Symphonie no 10 (1997-2000, créée en 2002)
- Quatuors à cordes (1947-1977)

## Discographie sélective
- Les Bassarides, Sean Panikkar, Dionysos, Russel Braun, Pentheus, Willard White, Cadmus, Nikolai Schukoff, Tiresias, Karoly Szemeredy, Capitaine, Tanja Ariane Baumgartner, Agave, Vera-Lotte Böcker, Autonome, Maria Dur, Beroe, Chœur de l'Opéra et Orchestre Philharmonique de Vienne, dir. Kent Nagano, mise en scène Kzystof Warlikowski. 2 DVD Arthaus 2018. Diapason d'or, Choc de Classica.

## Postérité
- Dans Ingeborg Bachmann - Reise in die Wüste, un film  de 2023 réalisé par Margarethe von Trotta, son personnage est interprété par Basil Eidenbenz (de).